# Emerson (ur. 1972)
Emerson Moisés Costa (ur. 12 kwietnia 1972 w Rio de Janeiro) – brazylijski piłkarz grający na pozycji defensywnego pomocnika.